# Helina nervosa
Helina nervosa är en tvåvingeart som först beskrevs av Stein 1909.  Helina nervosa ingår i släktet Helina och familjen husflugor. Inga underarter finns listade i Catalogue of Life.